# 坂梨村
坂梨村（さかなしむら）は、熊本県阿蘇郡にあった村。

## 歴史
- 1878年、園田太邑が培達堂をひらくなど、学問の街として栄えた[1]。
- 1887年、森有礼文部大臣が坂梨小学校を視察。
- 1889年、佐々友房は国権党の中心に阿蘇坂梨を選び、宮地村で紀元節奉祝の式典、坂梨村で熊谷直亮や渡辺敬昌衆議院議員らとともに、国権党政談演説会をひらく。国家の権力が強化されてこそ人民の権利や自由が保たれると主張する国権主義の中心地となった[1]。

### 沿革
- 1889年（明治22年）4月1日 - 町村制の施行により、坂梨村、北坂梨村の一部が合併し成立。
- 1954年（昭和29年）4月1日 - 古城村・宮地町・中通村と合併して一の宮町が発足。同日坂梨村廃止。